# New Boston, New Hampshire
New Boston är en kommun (town) i Hillsborough County delstaten New Hampshire, USA med 5 321 invånare (2010).

## Kända personer från New Boston
- George Luke Smith, politiker